# تیم رو
تیم رو (انگلیسی: Tim Roe؛ زادهٔ ۲۸ اکتبر ۱۹۸۹) دوچرخه‌سوار اهل استرالیا است.
از باشگاه‌هایی که در آن بازی کرده‌است می‌توان به تیم دوچرخه‌سواری دراپاک و تیم بی‌ام‌سی اشاره کرد.